# Heinz Simmet
Heinz Simmet (Göttelborn, Alemania nazi; 22 de noviembre de 1944-31 de enero de 2024) fue un futbolista alemán que jugó en las posiciones de centrocampista y delantero. Anotó 55 goles en 419 partidos en la Bundesliga de Alemania.

## Carrera

### Club
| Periodo   | Club                 |
| --------- | -------------------- |
| 1963–1966 | Borussia Neunkirchen |
| 1966–1967 | Rot-Weiss Essen      |
| 1967–1978 | 1. FC Köln           |
| 1978–1979 | SC Blau-Weiß 06 Köln |
| 1979–1981 | SpVg Frechen 20      |

### Selección nacional
Jugó en una ocasión con Alemania Federal U21 en 1966 y anotó un gol. También jugó para Alemania Federal en dos ocasiones en 1969.

## Logros
- Bundesliga de Alemania: 1977–78
- DFB-Pokal: 1967–68, 1976–77, 1977–78